# Лёйнгрюн, Арнольд
Арнольд Лёйнгрюн (2 октября 1871 год, Домнау — 1935, Гамбург) — немецкий художник- маринист, пейзажист, портретист, занимался жанровой живописью, приверженец идей натурализма.

## Биография
Родился и вырос уже в Германской империи, учился в Кёнигсберге и Бреслау. Дальнейшее обучение проходил в парижской частной школе живописи Академии Жюлиана, где его преподавателями были Лефевр и Робер-Флёри. Путешествовал по странам Европы: Италия, Австрия, Франция. С 1898 года работает в пригороде Гамбурга — Букстехуде, а затем и в Гамбурге, где он работал преподавателем в одной из школы искусств. В Первую мировую войну он попадает под мобилизации и отправляется на фронт. После окончания военных действий он входит в различные художественный кружки Германии. В 1920 году входит в Национальную ассоциацию художников Германии.

## Литература

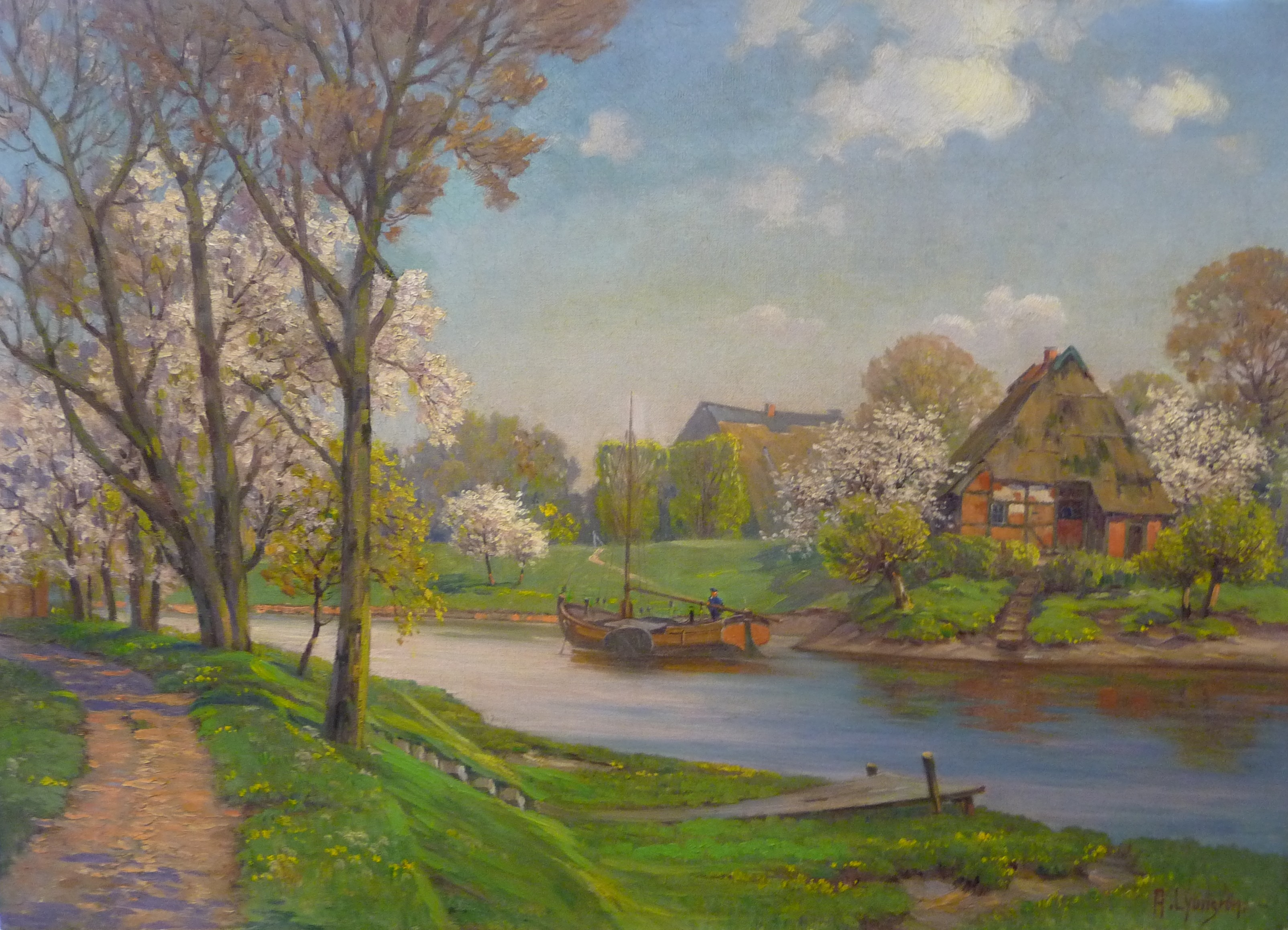
Frühling an der Lühe im Alten Land (1904)
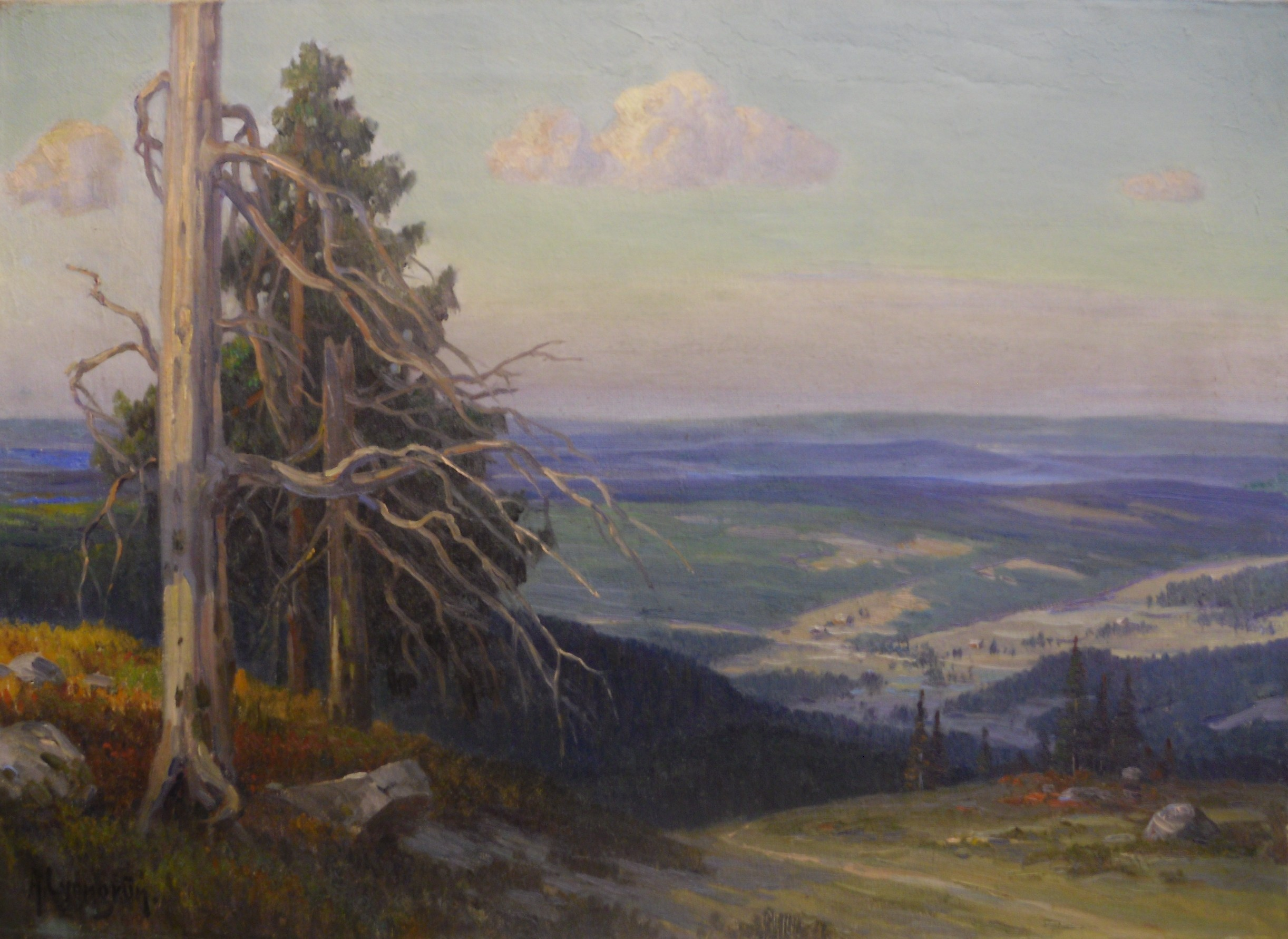
Blick vom Feldberg im Schwarzwald (1910)
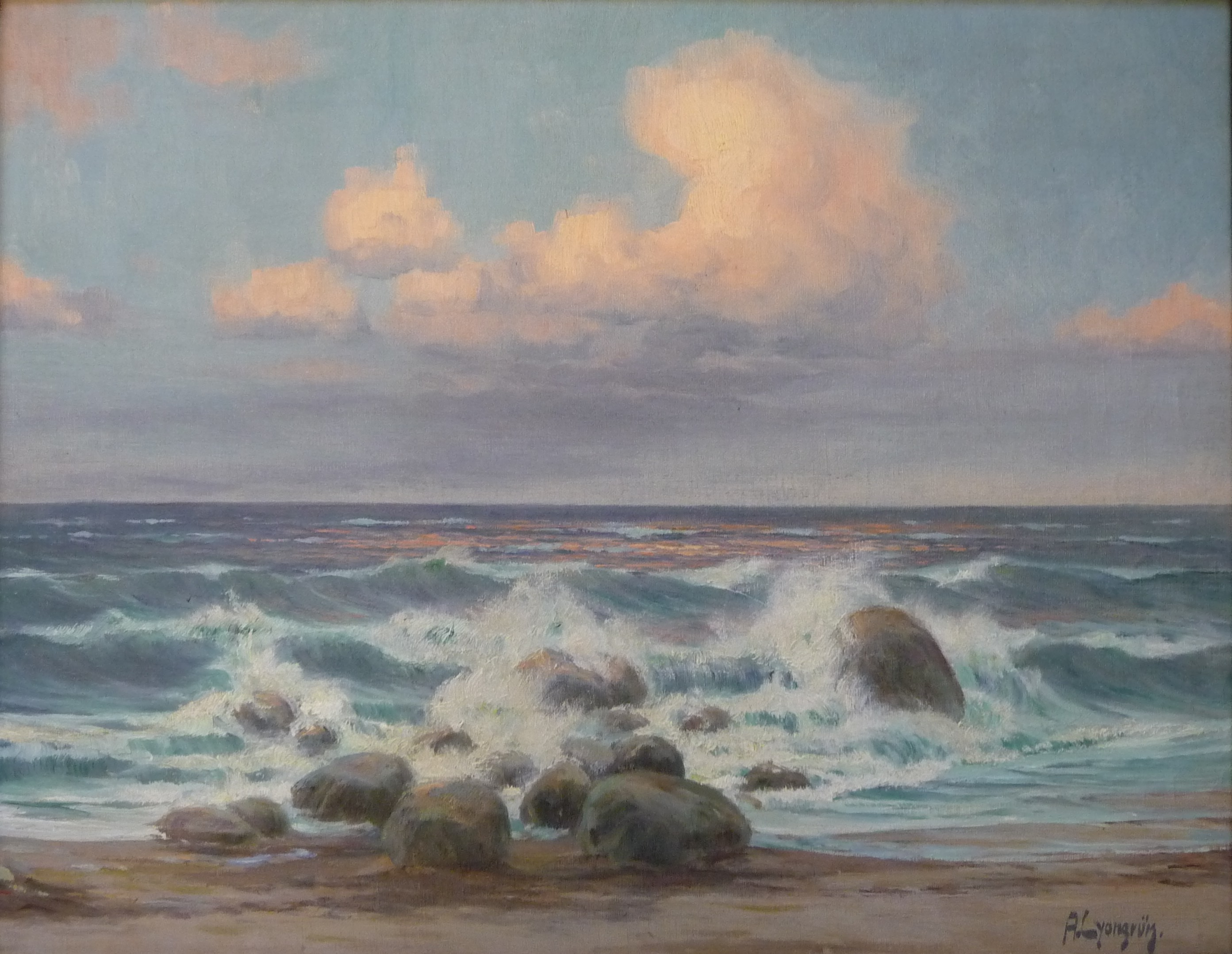
Abend an der Ostsee (1921)
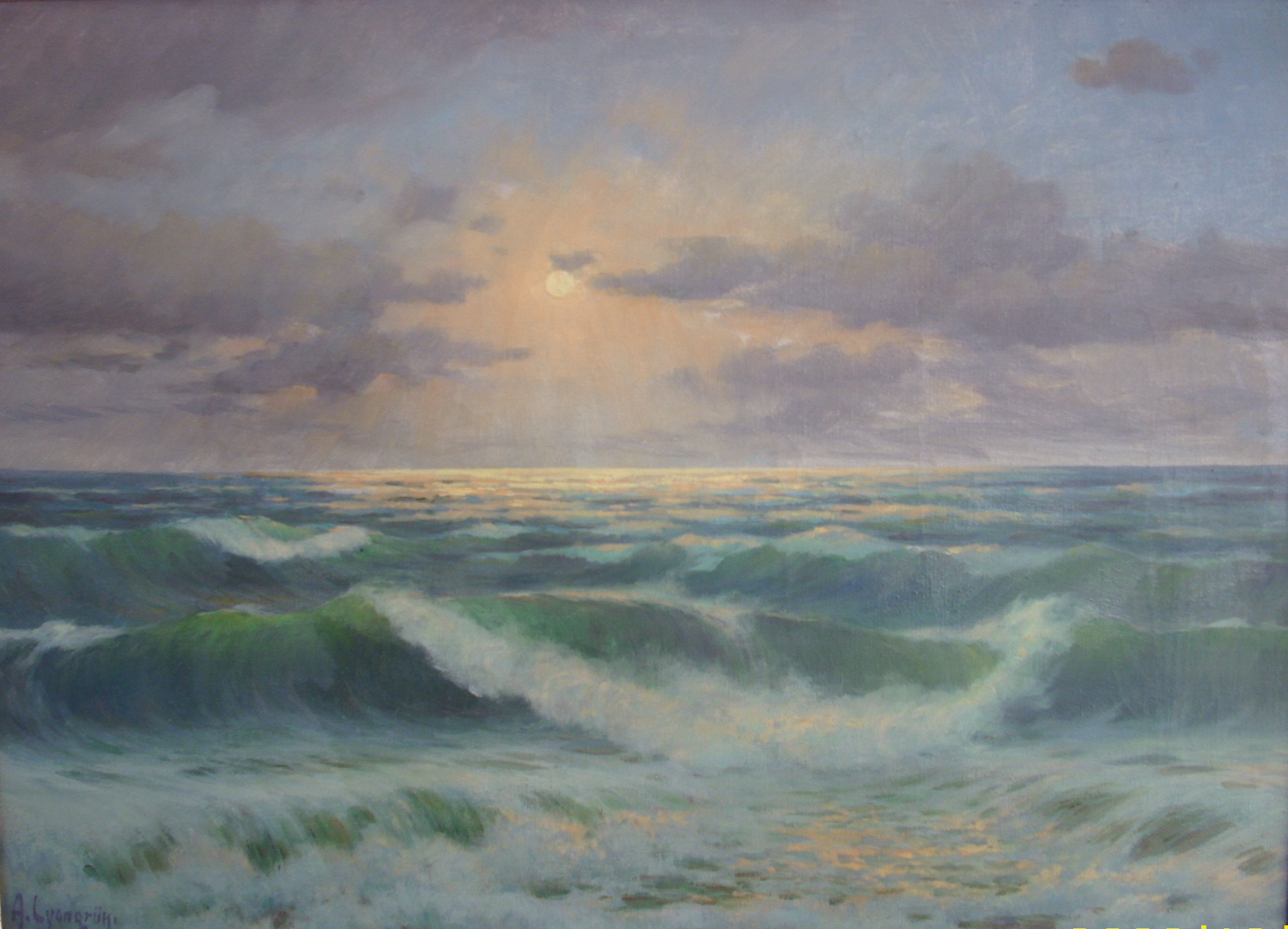
Ostseebrandung (1925)
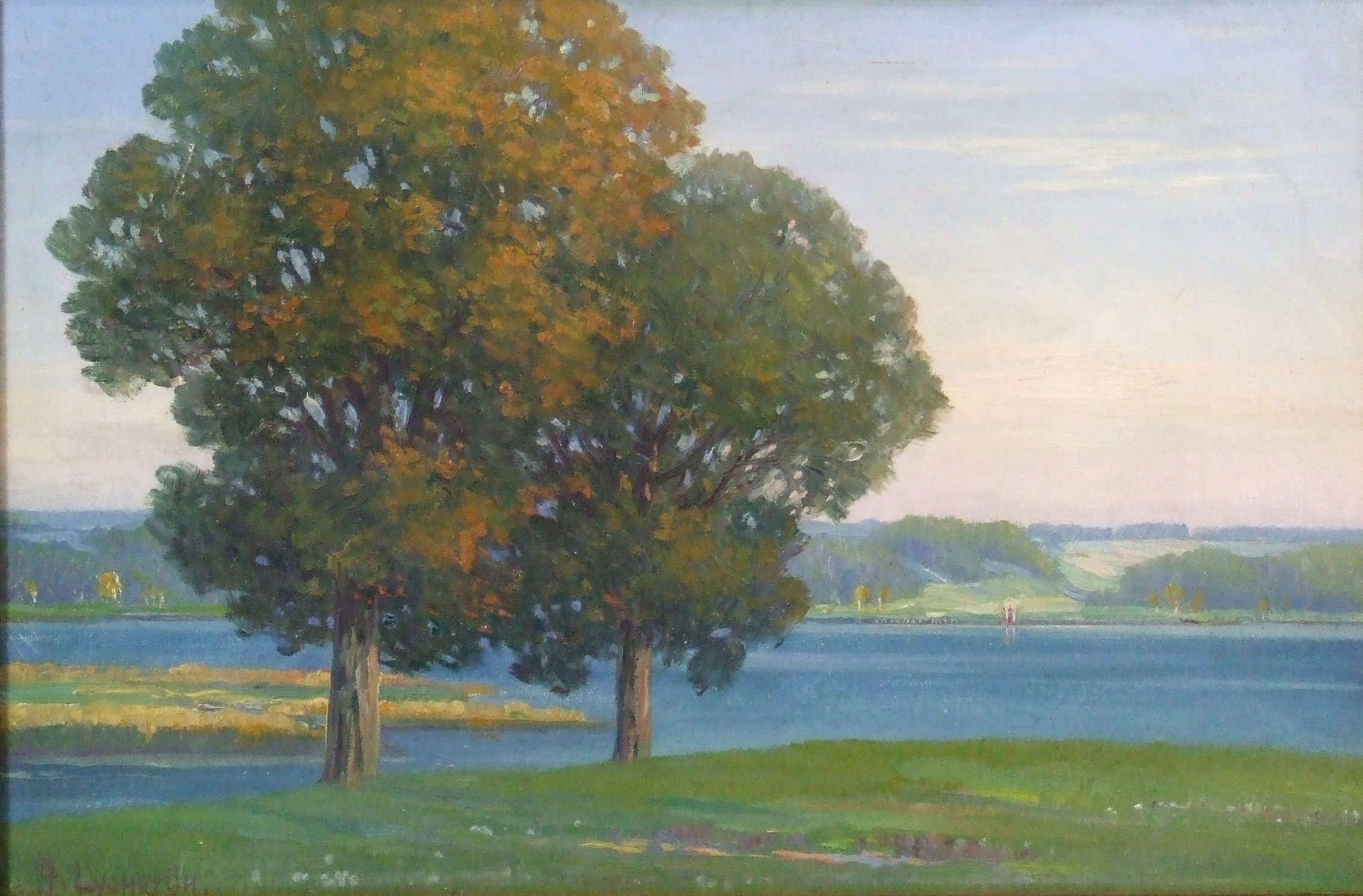
Eichen am Kellersee (1919)
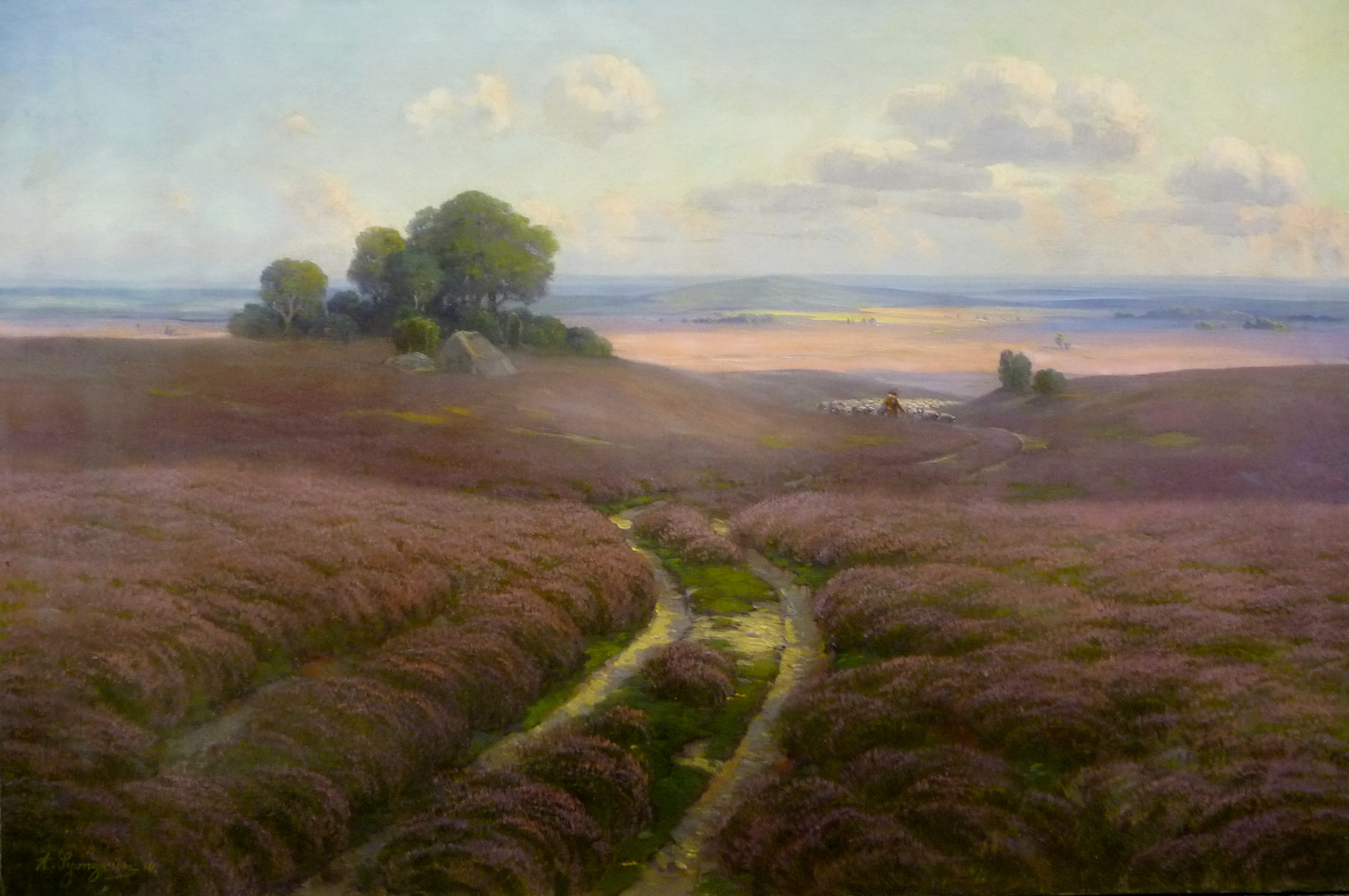
Auf blühender Heide (1910)